# Jastrzębiec (województwo warmińsko-mazurskie)
Jastrzębiec (niem. Habichtsberg) – była osada leśna w Polsce położona w województwie warmińsko-mazurskim, w powiecie nidzickim, w gminie Nidzica.
Osada zanikła, nazwę zniesiono z 1.01.2021 r.
W latach 1975–1998 miejscowość administracyjnie należała do województwa olsztyńskiego.